# Godzilla vs. Hedorah
Godzilla vs. Hedorah är en japansk film från 1971 regisserad av Yoshimitsu Banno. Det är den elfte filmen om det klassiska filmmonstret Godzilla.

## Handling
Ett nytt monster, Hedorah, bildas av jordens föroreningar. Monstret förstör Japan och slåss mot Godzilla samtidigt som hans giftiga gas sprids och förvärrar skadorna.

## Om filmen
Filmen hade världspremiär i Japan den 24 juli 1971, den har inte haft svensk premiär.

## Rollista (komplett)
- Akira Yamauchi - doktor Yano
- Toshie Kimura - Toshie Yano
- Hiroyuki Kawase - Ken Yano
- Keiko Mari - Miki Fujiyama
- Toshio Shiba - Yukio Keuchi
- Yukihiko Gondo - general
- Eisaburo Komatsu - fiskare
- Tadashi Okabe - vetenskapsman
- Wataru Omae - hjälplös polis
- Susumu Okabe - intervjuare
- Haruo Nakajima - Godzilla
- Kenpachiro Satsuma - Hedorah
- Teruzo Okawa

## Musik i filmen
- Kaese! Taiyô wo, musik Riichiro Manabe, text Yoshimitsu Banno, framförd av Keiko Mari, the Honey Knights och the Moon Drops
- Kaese! Taiyô wo, musik Riichiro Manabe, text Yoshimitsu Banno, framförd av the Honey Knights och the Moon Drops
- Hedora wo yattsukero!, musik Riichiro Manabe, text Kôichi Sugiyama, framförd av Keiko Mari, the Honey Knights och the Moon Drops

## Trivia
- Det är den första och enda gången Godzilla flyger.